# Ajia-do Animation Works
Ajia-do Animation Works Inc. (株式会社亜細亜堂 Kabushiki-gaisha Ajiadō?) es un estudio de animación japonés. Su nombre puede traducirse como "Salón de Asia."

## Historia
El estudio fue fundado en 1978 por los animadores señaló Tsutomu Shibayama, Osamu Kobayashi y Michishiro Yamada, exmiembros de la animación de un estudio de producción, bajo el título de la empresa Yugen-kaisha Ajiadō (有限会社亜细亜堂, Yugen-kaisha Ajiadō?). El nombre Ajiadō es un seudónimo utilizados por Tsutomu Shibayama y Osamu Kobayashi.
En 1985, que oficialmente se convirtió en un kabushiki gaisha (sociedad anónima). En 1987, produjo su primera serie, el OVA Twilight Q (Qトワイライト, Towairaito Q?). Se estableció la empresa Dap Internacional de Kabushiki-gaisha (ダップインターナショナル株式会社, Dappu Intānashonaru Kabushiki-gaisha?) en 1990. En 1998, estableció un estudio de la animación digital para producir su división de animación digital.
En 2005, el estudio elaborado Zettai Shōnen, que fue dirigida por Tomomi Mochizuki y estrenada el NHK BS2. En 2007, produjo Emma: A Victorian Romance Segunda Ley, la segunda temporada de Emma: Un romance victoriano.

## Producciones

### Series de televisión
| Año  | Título                                               | Director(es)       | Fecha de primera transmisión | Fecha de última transmisión | Eps.  | Notas | Refs.         |
| ---- | ---------------------------------------------------- | ------------------ | ---------------------------- | --------------------------- | ----- | --- | ------------- |
| 1993 | Nintama Rantarō                                      | Tsutomu Shibayama  | 10 de abril de 1993          | En emisión                  | 2300+ | Adaptación del manga escrito e ilustrado por Sōbe Amako.                                                     | [ 2 ]         |
| 1996 | Wankorobee                                           | Tomomi Mochizuki   | 6 de octubre de 1996         | 30 de marzo de 1997         | 26    | Historia original. Coproducción junto a TMS Entertainment.                                                   |               |
| 1998 | Let's Nupu Nupu                                      | Kazuhiro Sasaki    | 5 de octubre de 1998         | 2 de noviembre de 1998      | 16    | Adaptación del manga yonkoma escrito e ilustrado por Akira Mitsumori. Coproducción junto a Group TAC.        |               |
| 2004 | Kaiketsu Zorori                                      | Hiroshi Nishikiori | 1 de febrero de 2004         | 6 de febrero de 2005        | 52    | Adaptación de los libros infantiles escritos por Yutaka Hara.                                                |               |
| 2005 | Majime ni Fumajime Kaiketsu Zorori                   | Tsutomu Shibayama  | 13 de febrero de 2005        | 28 de enero de 2007         | 97    | Secuela de Kaiketsu Zorori.                                                                                  |               |
| 2005 | Zettai Shōnen                                        | Tomomi Mochizuki   | 21 de mayo de 2005           | 19 de noviembre de 2005     | 26    | Historia original.                                                                                           | [ 3 ]         |
| 2006 | Kujibiki♥Unbalance                                   | Tsutomu Mizushima  | 6 de octubre de 2006         | 22 de diciembre de 2006     | 12    | Historia original.                                                                                           | [ 4 ]         |
| 2007 | Eikoku Koi Monogatari Emma: Molders-hen              | Tsuneo Kobayashi   | 16 de abril de 2007          | 2 de julio de 2007          | 12    | Secuela de Eikoku Koi Monogatari Emma.                                                                       | [ 5 ]         |
| 2010 | Miyanishi Tatsuya Gekijō: Omae Umasō da na           | Masaya Fujimori    | 4 de octubre de 2010         | 29 de octubre de 2010       | 20    | Historia original.                                                                                           |               |
| 2013 | DD Hokuto no Ken                                     | Akitaro Daichi     | 2 de abril de 2013           | 22 de diciembre de 2015     | 26    | Adaptación del manga escrito e ilustrado por Osamu Kajisa.                                                   | [ 6 ]         |
| 2015 | DD Hokuto no Ken 2 Ichigo Aji+                       | Mankyō             | 7 de octubre de 2015         | 23 de diciembre de 2015     | 12    | Adaptación del manga escrito e ilustrado por Osamu Kajisa.                                                   | [ 7 ]         |
| 2016 | Shūmatsu no Izetta                                   | Masaya Fujimori    | 1 de octubre de 2016         | 17 de diciembre de 2016     | 12    | Historia original.                                                                                           | [ 8 ]         |
| 2018 | Isekai Maō to Shōkan Shōjo no Dorei Majutsu          | Yūta Murano        | 5 de julio de 2018           | 20 de septiembre de 2018    | 12    | Adaptación de la novela ligera escrita por Yukiya Murasaki e ilustrada por Takahiro Tsurusaki.               | [ 9 ]         |
| 2019 | Honzuki no Gekokujō                                  | Mitsuru Hongo      | 3 de octubre de 2019         | 26 de diciembre de 2019     | 14    | Adaptación de la novela ligera escrita por Miya Kazuki e ilustrada por Yō Shiina.                            | [ 10 ]        |
| 2020 | Kakushigoto                                          | Yūta Murano        | 2 de abril de 2020           | 18 de junio de 2020         | 12    | Adaptación del manga escrito e ilustrado por Kōji Kumeta.                                                    | [ 11 ]        |
| 2020 | Honzuki no Gekokujō 2nd Season                       | Mitsuru Hongo      | 5 de abril de 2020           | 21 de junio de 2020         | 12    | Secuela de Honzuki no Gekokujō.                                                                              |               |
| 2020 | Motto! Majime ni Fumajime Kaiketsu Zorori            | Takahide Ogata     | 5 de abril de 2020           | 8 de noviembre de 2020      | 25    | Secuela de Majime ni Fumajime Kaiketsu Zorori. Coproducción junto a Bandai Namco Pictures.                   |               |
| 2021 | Kemono Jihen                                         | Masaya Fujimori    | 10 de enero de 2021          | 28 de marzo de 2021         | 12    | Adaptación del manga escrito e ilustrado por Shō Aimoto.                                                     | [ 12 ]        |
| 2021 | Motto! Majime ni Fumajime Kaiketsu Zorori 2nd Season | Takahide Ogata     | 2 de abril de 2021           | 22 de octubre de 2021       | 25    | Secuela de Motto! Majime ni Fumajime Kaiketsu Zorori. Coproducción junto a Bandai Namco Pictures.            |               |
| 2022 | Motto! Majime ni Fumajime Kaiketsu Zorori 3rd Season | Takahide Ogata     | 6 de abril de 2022           | 21 de septiembre de 2022    | 25    | Secuela de Motto! Majime ni Fumajime Kaiketsu Zorori 2nd Season. Coproducción junto a Bandai Namco Pictures. |               |
| 2022 | Honzuki no Gekokujō 3rd Season                       | Mitsuru Hongo      | 12 de abril de 2022          | 14 de junio de 2022         | 10    | Secuela de Honzuki no Gekokujō 2nd Season.                                                                   |               |
| 2023 | Revenger                                             | Masaya Fujimori    | 5 de enero de 2023           | 23 de marzo de 2023         | 12    | Historia original.                                                                                           | [ 13 ]        |
| 2024 | Yubisaki to Renren                                   | Yūta Murano        | 6 de enero de 2024           | 23 de marzo de 2024         | 12    | Adaptación del manga escrito e ilustrado por Suu Morishita.                                                  | [ 14 ]        |
| 2025 | Akuyaku Reijō Tensei Oji-san                         | Tetsuya Takeuchi   | 10 de enero de 2025          | 28 de marzo de 2025         | 12    | Adaptación del manga escrito e ilustrado por Michiro Ueyama.                                                 | [ 15 ] [ 16 ] |
| 2025 | Yano-kun no Futsū no Hibi                            | Shinpei Matsuo     | 1 de octubre de 2025         | —                           | —     | Adaptación del manga escrito e ilustrado por Yui Tamura.                                                     | [ 17 ] [ 18 ] |

### Películas
| Año  | Título                                                         | Director(es)                       | Duración | Notas | Refs.  |
| ---- | -------------------------------------------------------------- | ---------------------------------- | -------- | --- | ------ |
| 1984 | Kakkun Cafe                                                    | Osamu Kobayashi                    | 59m      | Historia original.                                                                                        | [ 19 ] |
| 1988 | Maison Ikkoku: Kanketsuhen                                     | Tomomi Mochizuki                   | 66m      | Secuela de Maison Ikkoku.                                                                                 | [ 20 ] |
| 1994 | J League o 100-bai Tanoshiku Miru Hōhō!!                       | Ichiro Isomura                     | 45m      | Historia original.                                                                                        |        |
| 1996 | Nintama Rantarō Movie                                          | Tsuneo Kobayashi Tsutomu Shibayama | 46m      | Adaptación del manga escrito e ilustrado por Sōbe Amako.                                                  |        |
| 2006 | Majime ni Fumajime Kaiketsu Zorori: Nazo no Otakara Daisakusen | Hajime Kamegaki                    | 53m      | Adaptación de los libros infantiles escritos por Yutaka Hara.                                             |        |
| 2010 | Omae Umasō da na                                               | Masaya Fujimori                    | 90m      | Adaptación de los libros ilustrados de Tatsuya Miyanishi.                                                 | [ 21 ] |
| 2011 | Nintama Rantarō Movie: Ninjutsu Gakuen Zenin Shutsudou! no Dan | Masaya Fujimori                    | 78m      | Adaptación del manga escrito e ilustrado por Sōbe Amako.                                                  |        |
| 2012 | Magic Tree House                                               | Hiroshi Nishikiori                 | 105m     | Adaptación de libros los estadounidenses del mismo nombre escritos por Pope Osborne.                      | [ 22 ] |
| 2012 | Kaiketsu Zorori Da-Da-Da-Daibōken!                             | Tomoko Iwasaki                     | 82m      | Adaptación de los libros infantiles escritos por Yutaka Hara. Coproducción junto a Sunrise.               | [ 23 ] |
| 2015 | Kaiketsu Zorori Movie: Uchū no Yuusha-tachi                    | Tomoko Iwasaki                     | 48m      | Adaptación de los libros infantiles escritos por Yutaka Hara. Coproducción junto a Bandai Namco Pictures. |        |
| 2019 | Bokura no Nanokakan Sensō                                      | Yuuta Murano                       | 87m      | Adaptación de la novela ligera escrita por Osamu Souda e ilustrada por Yōko Ōtsuka.                       |        |
| 2021 | Kakushigoto Movie                                              | Yūta Murano                        | 78m      | Película recopilatoria.                                                                                   | [ 24 ] |
| 2022 | Kaiketsu Zorori Movie: Lalala♪ Star Tanjou                     | Takahide Ogata                     | 70m      | Adaptación de los libros infantiles escritos por Yutaka Hara. Coproducción junto a Bandai Namco Pictures. |        |
| 2024 | Nintama Rantarō Movie: Dokutake Ninja-tai Saikyо̄ no Gunshi     | Masaya Fujimori                    | —        | Adaptación de la novela ligera escrita por Kazuhisa Sakaguchi.                                            | [ 25 ] |

### ONAs
| Año  | Título             | Director(es)  | Fecha de primera transmisión | Fecha de última transmisión | Eps. | Notas                                                        | Refs.  |
| ---- | ------------------ | ------------- | ---------------------------- | --------------------------- | ---- | ------------------------------------------------------------ | ------ |
| 2000 | Azumanga Web Daioh | Fumiaki Asano | 28 de diciembre de 2000      | 28 de diciembre de 2000     | 1    | Adaptación del manga escrito e ilustrado por Kiyohiko Azuma. | [ 26 ] |

### OVAs
| Año  | Título                                            | Director(es)                              | Fecha de primera transmisión | Fecha de última transmisión | Eps. | Notas                                                                             | Refs.  |
| ---- | ------------------------------------------------- | ----------------------------------------- | ---------------------------- | --------------------------- | ---- | --------------------------------------------------------------------------------- | ------ |
| 1987 | Twilight Q                                        | Tomomi Mochizuki                          | 28 de febrero de 1987        | 28 de agosto de 1987        | 2    | Historia original. Coproducción junto a Studio Deen.                              | [ 27 ] |
| 1990 | Ankoku Shinwa                                     | Takashi Annō                              | 26 de enero de 1990          | 23 de febrero de 1990       | 2    | Adaptación del manga escrito e ilustrado por Danjirō Morohoshi.                   |        |
| 1990 | Shiratori Reiko de Gozaimasu!                     | Mitsuru Hongō                             | 25 de abril de 1990          | 25 de abril de 1990         | 1    | Adaptación del manga escrito e ilustrado por Yumiko Suzuki.                       | [ 28 ] |
| 1990 | Licca-chan Fushigi na Fushigi na Yunia Monogatari | Tomomi Mochizuki                          | 23 de noviembre de 1990      | 23 de noviembre de 1990     | 2    | Historia original.                                                                | [ 29 ] |
| 1991 | Licca-chan Fushigi na Mahō no Ring                | Tomomi Mochizuki                          | 30 de agosto de 1991         | 30 de agosto de 1991        | 2    | Secuela de Licca-chan Fushigi na Fushigi na Yunia Monogatari.                     |        |
| 1992 | Spirit of Wonder: Chaina-san no Yūutsu            | Mitsuru Hongo                             | 3 de junio de 1992           | 3 de junio de 1992          | 1    | Adaptación del manga escrito e ilustrado por Kenji Tsuruta.                       |        |
| 1992 | Anime Rakugo Kan                                  | Osamu Kobayashi Yumiko Suda Masaaki Yuasa | 5 de julio de 1992           | 5 de julio de 1992          | 8    | Historia original.                                                                |        |
| 1992 | Licca-chan no Nichiyōbi                           | Tomomi Mochizuki                          | 21 de julio de 1992          | 21 de julio de 1992         | 1    | Secuela de Licca-chan Fushigi na Mahou no Ring.                                   |        |
| 1995 | Hikyō Tanken Fam & Ihrlie                         | Takeshi Mori                              | 25 de junio de 1995          | 25 de febrero de 1996       | 4    | Adaptación del manga escrito e ilustrado por Kunihiko Tanaka.                     |        |
| 1997 | Licca-chan to Yamaneko Hoshi no Tabi              | Tomomi Mochizuki                          | 12 de septiembre de 1997     | 12 de septiembre de 1997    | 1    | Historia original.                                                                |        |
| 1998 | Yokohama Kaidashi Kikō                            | Takashi Annō                              | 21 de mayo de 1998           | 2 de diciembre de 1998      | 2    | Adaptación del manga escrito e ilustrado por Hitoshi Ashinano.                    | [ 30 ] |
| 1999 | Samurai Spirits 2: Asura Zanmaden                 | Kazuhiro Sasaki                           | 25 de junio de 1999          | 30 de septiembre de 1999    | 2    | Secuela de Samurai Spirits: Haten Gōma no Shō.                                    |        |
| 2001 | Spirit of Wonder: Shōnen Kagaku Club              | Takashi Annō                              | 25 de enero de 2001          | 25 de julio de 2001         | 2    | Secuela de Spirit of Wonder: China-san no Yūutsu.                                 |        |
| 2002 | Mahō no Star Magical Emi: Kumo Hikaru             | Takashi Annō                              | 25 de mayo de 2002           | 25 de mayo de 2002          | 1    | Historia original.                                                                |        |
| 2002 | Yokohama Kaidashi Kikō: Quiet Country Cafe        | Tomomi Mochizuki                          | 18 de diciembre de 2002      | 5 de marzo de 2003          | 2    | Secuela de Yokohama Kaidashi Kikō.                                                |        |
| 2002 | Wind: A Breath of Heart                           | Sata                                      | 27 de diciembre de 2002      | 27 de diciembre de 2002     | 1    | Adaptación de la novela visual desarrollada por Minori.                           |        |
| 2006 | Genshiken OVA                                     | Tsutomu Mizushima                         | 22 de diciembre de 2006      | 25 de abril de 2007         | 3    | Secuela de Genshiken.                                                             |        |
| 2020 | Honzuki no Gekokujō OVA                           | Mitsuru Hongo                             | 10 de marzo de 2020          | 10 de marzo de 2020         | 1    | Adaptación de la novela ligera escrita por Miya Kazuki e ilustrada por Yō Shiina. |        |

### Otras participaciones
- Manga Nippon Mukashibanashi (1975 1994)
- Doraemon (Shin-Ei Animation, serie de TV)
- Tokimeki Esta noche (1982 1983)
- Mahō no Tenshi Creamy Mami (1983 - 1984)
- Onegai! Samiadon (1985)
- Touch (Grupo TAC, serie de TV, 1985-1987)
- Hiatari Ryōkō ! (1987-1988)
- Kiteretsu Daihyakka (1988 1996)
- Chibi Maruko-chan (Nippon Animation, la serie de televisión, 1990)
- Chibi Maruko-chan: Watashi no Suki na Uta (Nippon Animation, largometraje, 1992)
- Karaoke Senshi Maikujirō (1994)
- Wankorobē (1996)
- Nyani ga Nyandā: Nyandā Kamen (2000 2001)

## Personal

### Directores
| - Tsutomu Shibayama - Osamu Kobayashi - Hideo Kawauchi - Yumiko Suda | - Tomomi Mochizuki - Tsuneo Kobayashi - Hiroki Negishi - Reiko Suzuki | - Tomoko Iwasaki |

### Guionistas
| - Michishiro Yamada - Yoshiyaki Yanagida - Masaya Fujimori - Hideyuki Funakoshi | - Kinichirō Suzuki - Yūko Ikuno - Masayuki Sekine - Hiroshi Kawaguchi | - Mitsuyuki Musaki - Yayoi Yoshikawa - Yūichi Nakajima - Yuki Nishioka | - Noriko Ogino - Tsuyoshi Ichiki - Yasuhiro Endō |